# Вольная борьба на летних Олимпийских играх 1980 — до 57 кг
Соревнования по вольной борьбе в категории до 57 кг были частью программы соревнований по борьбе летних Олимпийских игр 1980 года в Москве.

## Медалисты
- Сергей Белоглазов (URS)
- Ли Хо Пён (PRK)
- Дугарсюрэнгийн Оюунболд (MGL)

## Определение победителей
Определение победителей происходило по системе штрафных очков. Борец, набравший 6 и более штрафных очков, выбывал из соревнований. Когда оставалось два или три участника для определения распределения медалей между ними проводился специальный финальный тур.

### Штрафные очки
- 0 — чистая победа, снятие соперника за пассивность или из-за травмы;
- 0,5 — победа за явным преимуществом;
- 1 — победа по очкам;
- 2 — ничья;
- 2,5 — ничья, пассивность;
- 3 — поражение по очкам;
- 3,5 — поражение за явным преимуществом соперника;
- 4 — чистое поражение, снятие за пассивность или из-за травмы.

## Легенда
- DNA — участник не явился;
- TPP — общее количество штрафных очков;
- MPP — количество штрафных очков за схватку;
- TF — чистая победа;
- IN — соперник снят из-за травмы;
- DQ — дисквалификация за пассивность;
- D1 — дисквалификация за пассивность, победитель также был пассивен;
- D2 — дисквалификация за пассивность обоих соперников.

## Ход соревнований

### Круг 1
| TPP | MPP |                               | Результат |                          | MPP | TPP |
| --- | --- | ----------------------------- | --------- | ------------------------ | --- | --- |
| 4   | 4   | Крис Браун (AUS)              | TF / 7:41 | Ли Хо Пён (PRK)          | 0   | 0   |
| 0   | 0   | Веслав Кончак (POL)           | 24 — 3    | Амрик Сингх Гилл (GBR)   | 4   | 4   |
| 0   | 0   | Сергей Белоглазов (URS)       | TF / 4:46 | Иван Цочев (BUL)         | 4   | 4   |
| 0   | 0   | Антонио ла Бруна (ITA)        | DQ / 7:28 | Махмуд Эль-Мессути (SYR) | 4   | 4   |
| 0   | 0   | Шандор Немет (HUN)            | TF / 6:48 | Карим Мухсин (IRQ)       | 4   | 4   |
| 0   | 0   | Хуан Родригес (CUB)           | DQ / 7:23 | Фам Ван Ти (VIE)         | 4   | 4   |
| 1   | 1   | Карлос Хуртадо (PER)          | 12 — 11   | Мохаммад Халилула (AFG)  | 3   | 3   |
| 1   | 1   | Дугарсюрэнгийн Оюунболд (MGL) | 10 — 10   | Аурель Нигу (ROU)        | 3   | 3   |

### Круг 2
| TPP | MPP |                         | Результат |                               | MPP | TPP |
| --- | --- | ----------------------- | --------- | ----------------------------- | --- | --- |
| 8   | 4   | Крис Браун (AUS)        | 1 — 33    | Веслав Кончак (POL)           | 0   | 0   |
| 0   | 0   | Ли Хо Пён (PRK)         | DQ / 5:03 | Амрик Сингх Гилл (GBR)        | 4   | 8   |
| 0   | 0   | Сергей Белоглазов (URS) | TF / 2:05 | Антонио ла Бруна (ITA)        | 4   | 4   |
| 4   | 0   | Иван Цочев (BUL)        | TF / 4:26 | Махмуд Эль-Мессути (SYR)      | 4   | 8   |
| 1   | 1   | Шандор Немет (HUN)      | 9 — 7     | Хуан Родригес (CUB)           | 3   | 3   |
| 4   | 0   | Карим Мухсин (IRQ)      | TF / 5:59 | Фам Ван Ти (VIE)              | 4   | 8   |
| 5   | 4   | Карлос Хуртадо (PER)    | TF / 2:08 | Дугарсюрэнгийн Оюунболд (MGL) | 0   | 1   |
| 7   | 4   | Мохаммад Халилула (AFG) | FF        | Аурель Нигу (ROU)             | 0   | 3   |

### Круг 3
| TPP | MPP |                         | Результат |                               | MPP | TPP |
| --- | --- | ----------------------- | --------- | ----------------------------- | --- | --- |
| 1   | 1   | Ли Хо Пён (PRK)         | 9 — 5     | Веслав Кончак (POL)           | 3   | 3   |
| 0   | 0   | Сергей Белоглазов (URS) | TF / 1:36 | Шандор Немет (HUN)            | 4   | 5   |
| 4   | 0   | Иван Цочев (BUL)        | 13 — 1    | Антонио ла Бруна (ITA)        | 4   | 8   |
| 4   | 0   | Карим Мухсин (IRQ)      | TF / 1:49 | Карлос Хуртадо (PER)          | 4   | 9   |
| 7   | 4   | Хуан Родригес (CUB)     | IN / 0:39 | Дугарсюрэнгийн Оюунболд (MGL) | 0   | 1   |
| 3   |     | Аурель Нигу (ROU)       |           | Пропустил                     |     |     |

### Круг 4
| TPP | MPP |                     | Результат |                               | MPP | TPP |
| --- | --- | ------------------- | --------- | ----------------------------- | --- | --- |
| 6   | 3   | Аурель Нигу (ROU)   | 3 — 10    | Ли Хо Пён (PRK)               | 1   | 2   |
| 7   | 4   | Веслав Кончак (POL) | TF / 3:23 | Сергей Белоглазов (URS)       | 0   | 0   |
| 4   | 0   | Иван Цочев (BUL)    | TF / 6:40 | Шандор Немет (HUN)            | 4   | 9   |
| 8   | 4   | Карим Мухсин (IRQ)  | TF / 2:01 | Дугарсюрэнгийн Оюунболд (MGL) | 0   | 1   |

### Круг 5
| TPP | MPP |                  | Результат |                               | MPP | TPP |
| --- | --- | ---------------- | --------- | ----------------------------- | --- | --- |
| 6   | 4   | Ли Хо Пён (PRK)  | TF / 1:12 | Сергей Белоглазов (URS)       | 0   | 0   |
| 7   | 3   | Иван Цочев (BUL) | 6 — 9     | Дугарсюрэнгийн Оюунболд (MGL) | 1   | 2   |

### Финал
Результаты предварительных схваток учитывались в финале.
| TPP | MPP |                         | Результат |                               | MPP | TPP |
| --- | --- | ----------------------- | --------- | ----------------------------- | --- | --- |
|     | 4   | Ли Хо Пён (PRK)         | TF / 1:12 | Сергей Белоглазов (URS)       | 0   |     |
| 5   | 1   | Ли Хо Пён (PRK)         | 7 — 7     | Дугарсюрэнгийн Оюунболд (MGL) | 3   |     |
| 0   | 0   | Сергей Белоглазов (URS) | DQ / 7:00 | Дугарсюрэнгийн Оюунболд (MGL) | 4   | 7   |

## Распределение мест
1. Сергей Белоглазов (URS)
2. Ли Хо Пён (PRK)
3. Дугарсюрэнгийн Оюунболд (MGL)
4. Иван Цочев (BUL)
5. Аурель Нигу (ROU)
6. Веслав Кончак (POL)
7. Карим Мухсин (IRQ)
8. Шандор Немет[англ.] (HUN)